# Шипино (Архангельская область)
Шипино — деревня в Ленском районе Архангельской области. Входит в состав Сойгинского сельского поселения.

## География
Находится в юго-восточной части Архангельской области на расстоянии приблизительно 63 км на юго-запад по прямой от административного центра района села Яренск на правобережье Вычегды.

## История
Была отмечена еще в 1710 году как поселение с 1 двором. В 1859 году здесь (деревня Сольвычегодского уезда Вологодской губернии) было учтено 7 дворов.

## Население
Численность населения: 50 человек (1859 год), 10 (русские 100 %) в 2002 году, 7 в 2010.